# Sveriges dramatiska historia
Sveriges dramatiska historia är en serie kortfattade översiktsverk över företeelser, händelser och personer ur Sveriges historia, från Vendeltid till nutid. Bokserien utges av förlaget Historiska media sedan 2019, parallellt med Världens dramatiska historia, en bokserie om världens historia. Bland författarna till böckerna i serien finns bland andra historieprofessor Dick Harrison, skribenten och TV-författaren Tomas Blom, samt professorn Wilhelm Agrell.

## Lista över böcker utgivna 2019-2025[2]
| Nr   | Titel                                            | Ämne                                        | Författare      |
| 2019 | 2019                                             | 2019                                        | 2019            |
| ---- | ------------------------------------------------ | ------------------------------------------- | --------------- |
| 1    | Stockholms blodbad                               | Stockholms blodbad                          | Dick Harrison   |
| 2    | Stormakten växer fram                            | Stormaktstiden                              | Dick Harrison   |
| 3    | Dackefejden: det stora upproret                  | Dackefejden                                 | Tomas Blom      |
| 2020 |                                                  |                                             |                 |
| 4    | Vasaskeppets förlisning                          | Regalskeppet Vasa                           | Tomas Blom      |
| 5    | Sturemorden: ett blodigt maktspel                | Sturemorden                                 | Tomas Blom      |
| 6    | Stormaktens undergång                            | Stormaktstiden                              | Dick Harrison   |
| 7    | Kalmarunionen                                    | Kalmarunionen                               | Dick Harrison   |
| 8    | Mordet på Gustav III                             | Mordet på Gustav III                        | Dick Harrison   |
| 9    | Andrées expedition                               | Andrées polarexpedition 1896–1897           | Tomas Blom      |
| 10   | Det svenska rikets födelse                       | Sverige under vikingatid och äldre medeltid | Dick Harrison   |
| 11   | Visby brandskattning                             | Valdemar Atterdags invasion av Gotland      | Dick Harrison   |
| 12   | Kreugerkraschen                                  | Kreugerkraschen                             | Tomas Blom      |
| 2021 |                                                  |                                             |                 |
| 13   | Catalinaaffären                                  | Catalinaaffären                             | Wilhelm Agrell  |
| 14   | Drottning Kristina                               | Drottning Kristina                          | Dick Harrison   |
| 15   | Engelbrekt och bondeupproren                     | Engelbrektsupproret                         | Dick Harrison   |
| 16   | Heliga Birgitta                                  | Heliga Birgitta                             | Dick Harrison   |
| 17   | U 137 och ubåtskrisen                            | U 137                                       | Wilhelm Agrell  |
| 18   | Bellman: diktare före sin tid                    | Carl Michael Bellman                        | Tomas Blom      |
| 2022 |                                                  |                                             |                 |
| 19   | Kongokrisen: Hammarskjöld och insatsen i Katanga | Kongokrisen                                 | Wilhelm Agrell  |
| 20   | Regalskeppet Kronan: ett vrak berättar           | Regalskeppet Kronan                         | Lars Einarsson  |
| 21   | Emigrationen till Amerika                        | Emigrationen från Sverige till Nordamerika  | Tomas Blom      |
| 22   | Wennerströmaffären: en spionhistoria             | Wennerströmaffären                          | Simon Olsson    |
| 2023 |                                                  |                                             |                 |
| 23   | Gustav Vasas väg till tronen                     | Gustav Vasas befrielsekrig                  | Tomas Blom      |
| 24   | Slaget vid Poltava                               | Slaget vid Poltava                          | Olle Larsson    |
| 2024 |                                                  |                                             |                 |
| 25   | 1968: revolternas år                             | 68-vänstern                                 | Martin Ericsson |
| 26   | Äventyraren Sven Hedin                           | Sven Hedin                                  | Axel Odelberg   |
| 2025 |                                                  |                                             |                 |
| 27   | Skotten i Ådalen                                 | Skotten i Ådalen                            | Jens Nordqvist  |

## Lista över planerad utgivning[30]
| Nr | Titel                | Ämne                 | Författare   |
| -- | -------------------- | -------------------- | ------------ |
| 28 | De vita bussarna     | Vita bussarna        | Daniel Rydén |
| 29 | Kalabaliken i Bender | Kalabaliken i Bender | Olle Larsson |